# Old Town (Maine)
Old Town – miasto w Stanach Zjednoczonych, w stanie Maine, w hrabstwie Penobscot.